# Degania

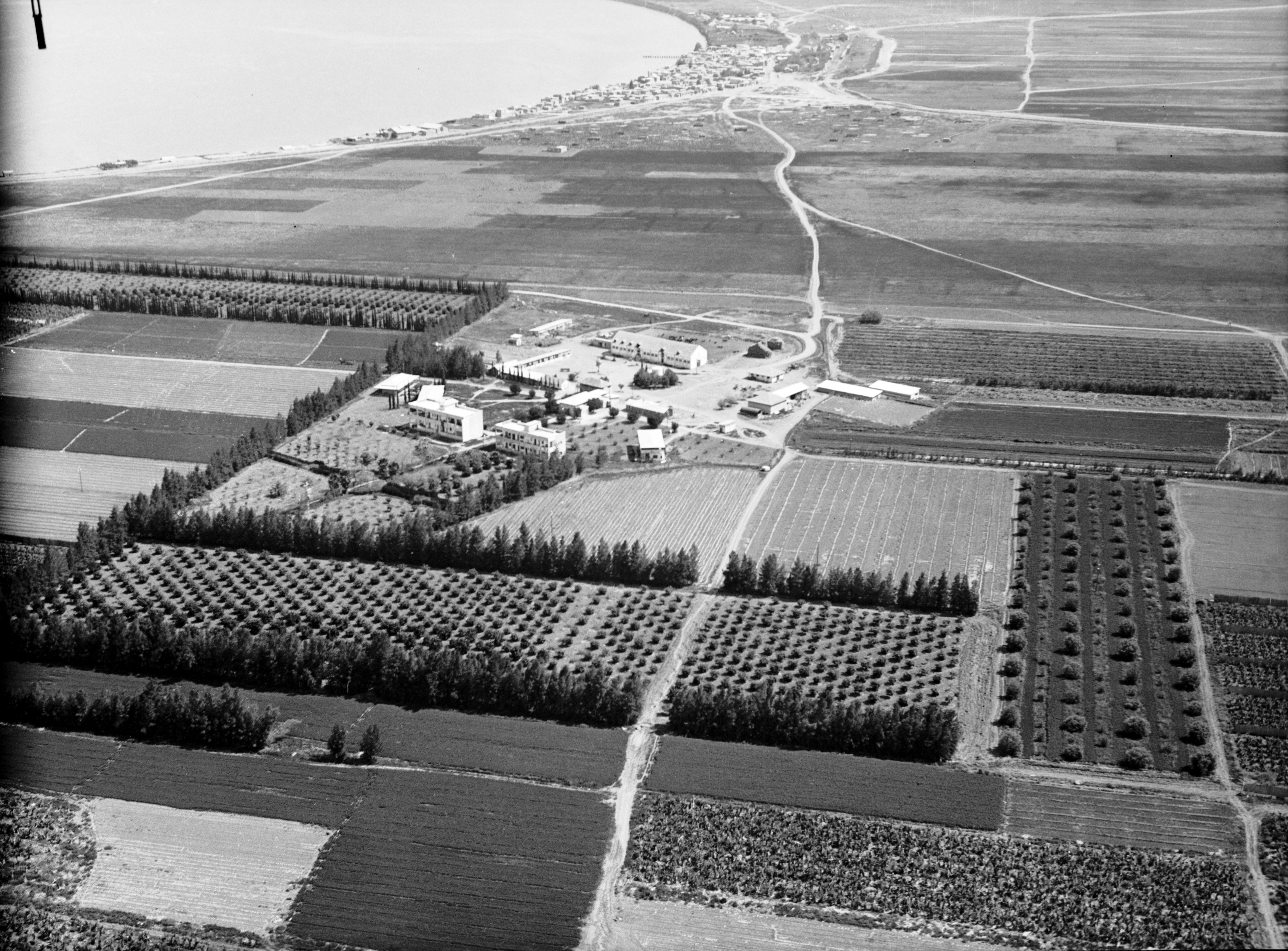
Vista de Degania Alef, 1931. En segundo plano se observa la villa de Samakh.

Degania o Deganya fue el primer kibutz establecido por judíos en la Tierra de Israel, por entonces Siria otomana, bajo el control del Imperio otomano. Fue fundado en 1909 por diez hombres y dos mujeres liderados por Joseph Baratz. 
A pesar de su tamaño pequeño, Degania ha sido hogar de muchos israelíes y miembros famosos del yishuv. La poeta Rachel, la «profeta del trabajo» A. D. Gordon y Joseph Trumpeldor trabajaron en Degania. Muchos miembros de Degania se fueron a fundar otros kibutz. Moshé Dayán fue el primer niño nacido en Degania Alef.
En Degania existieron dos kibutz independientes, Degania Alef (Degania A) y Degania Bet (Degania B). Ambos kibutz yacen a lo largo de las orillas meridionales del mar de Galilea. 
Degania es técnicamente una kvutza y no un kibutz. La distinción viene de su tamaño pequeño. Degania es también distintivo en que allí los niños nunca durmieron comunalmente o juntos sino siempre en los cuartos de sus padres. Ambas Deganias prosperaron agrícolamente. Actualmente Degania Alef tiene una fábrica de metal.